# Chaplin i Dameklæder
Chaplin i Dameklæder er en amerikansk stumfilm fra 1915 af Charlie Chaplin.

## Medvirkende
- Charles Chaplin
- Edna Purviance
- Charles Inslee
- Marta Golden
- Margie Reiger